# Ви не знаєте Джека
«Ви не знаєте Джека» (англ. You Do not Know Jack) — телефільм американського кінорежисера Баррі Левінсона, знятий у 2010 році. Фільм заснований на реальних подіях і розповідає про діяльність лікаря патологоанатома Джека Кеворкяна (1928—2011), на прізвисько «лікар Смерть».

## Сюжет
61-річний патологоанатом Джек Кеворкян запускає кампанію із забезпечення того, що вважає досить гуманним і гідним вибором для смертельно хворих людей — евтаназії. У цій справі йому допомагають вірний друг Ніл Нікол (Джон Гудмен) та старша сестра Марго Янус (Бренда Ваккаро). Коло його клієнтів стрімко зростає, і вони залишаються вдячні «Доктору Суїциду» (англ. Doctor Suicide). Завдяки своїм неоднозначним діям, він заслуговує на підтримку та сприяння активістки «Товариства Хемлока» Джанет Гуд (Сюзен Серендон) з одного боку, і гнів окружного прокурора з іншого.
Талановитий та успішний адвокат Джеффрі Фігер (Денні Г'юстон) погоджується захищати інтереси Кеворкяна у суді на безоплатній основі. Джека неодноразово виправдовують, попри всі зусилля його обвинувачів. Джек потрапляє на перші смуги найпопулярніших видань країни, за його персоною стежать усі великі мас-медіа.
Попри всі ці проблеми, Джек продовжує свою справу. З його «допомогою» з життя йдуть понад сто невиліковно хворих пацієнтів. Провокаційно та вперто, Кеворкян концентрує всі свої сили для досягнення своєї головної мети — зміни панівного медичного законодавства та заперечення ставлення суспільства до права на смерть.

## Ролі виконують
| Аль Пачино     | •••• | Джек Кеворкян                 |
| Денні Г'юстон  | •••• | Джефрі Фігер                  |
| Сюзен Серендон | •••• | Джанет Гуд                    |
| Джон Гудмен    | •••• | Ніл Ніколь                    |
| Бренда Ваккаро | •••• | Марго Кеворк'ян, сестра Джека |
| Джеймс Урбаняк | •••• | Джеке Лесенбері               |
| Річард Кансл   | •••• | суддя Девід Брек              |
| Сандра Сікат   | •••• | Джанет Адкінс                 |

## Навколо фільму
- Лікар Кеворкян сприяв добровільному відходу з життя більше ніж 100 невиліковних пацієнтів. За цю діяльність він був засуджений свого часу до тривалого ув'язнення.[2]

## Нагороди
- 2010 Прайм-тайм премія «Еммі»
  - найкращий актор у мінісеріалі або фільмі — Аль Пачино
  - за найкращий сценарій для мінісеріалу чи кіно (Primetime Emmy Award for Outstanding Writing for a Miniseries, Movie or a Dramatic Special[en]) — Адам Мазер
- 2010 Нагорода супутників (Satellite Awards):
  - за найкращу чоловічу роль у серіалі або телефільмі (Satellite Award for Best Actor – Miniseries or Television Film[en]) — Аль Пачино
  - за найкращу жіночу роль другого плану у серіалі або телефільмі (Satellite Award for Best Supporting Actress – Series, Miniseries or Television Film[en]) — Бренда Ваккаро
- 2011 Премія «Золотий глобус» Голлівудської асоціації іноземної преси:
  - найкраща чоловіча роль мінісеріалу або телефільму — Аль Пачино